# Il padrino di Green Bay
Il Padrino di Green Bay (The Godfather of Green Bay) è un film del 2005 diretto da Pete Schwaba

## Trama
Il cabarettista Joe Rogan fa un ultimo disperato tentativo di salvare la sua carriera viaggiando in una piccola città del Wisconsin dove uno scout del The Tonight Show è tra il pubblico del "Rocktoberfest". 
Il proprietario del locale dello show è Big Jake Norquist, che si innamora proprio della ragazza di Joe.